# Amephana anarrhini
Amephana anarrhini is een nachtvlinder uit de familie van de uilen (Noctuidae).
De spanwijdte van de vlinder bedraagt 28 tot 32 millimeter.
De vliegtijd is van april tot juni in één jaarlijkse generatie. De waardplant is geel zonneroosje. 
De soort komt voor in Italië, Zuid-Frankrijk en het Iberisch Schiereiland.